# Timora
Timora is een geslacht van vlinders van de familie Uilen (Noctuidae), uit de onderfamilie Heliothinae.

## Soorten
- T. adamsoni Pinhey, 1956
- T. albisticta Janse, 1917
- T. crofti Pinhey, 1956
- T. daphoena Hampson, 1910
- T. diarhoda Hampson, 1909
- T. margarita Le Cerf, 1911
- T. pauliani Viette, 1961
- T. perrosea de Joannis, 1910
- T. senegalensis (Guenée, 1852)
- T. showaki Pinhey, 1956
- T. turtur Berio, 1939
- T. umbrifascia Hampson, 1913
- T. unifascia Bethune-Baker, 1911
- T. zavattarii Berio, 1944